# Clark Fork
Clark Fork város az USA Idaho államában, Bonner megyében. Lakosainak száma 513 fő (2020. április 1.).

## Népesség
A település népességének változása:

| 2010 | 536 |
| 2020 | 513 |